# Bronisław Goraj
Bronisław Goraj (ur. 1955 w Sławkowie, zm. 2014) – polski działacz samorządowy i sportowy, burmistrz Sławkowa w latach 2002-2006 oraz 2010-2014.

## Życie i działalność
Pochodził ze Sławkowa, był absolwentem Wojskowej Akademii Technicznej im. Jarosława Dąbrowskiego w Warszawie (WAT) oraz studiów podyplomowych z zakresu zarządzania na Akademii Obrony Narodowej (AON). W latach 2003–2005 piastował funkcję prezesa Miejskiego Klubu Sportowego „Sławków”, był również członkiem Wydziału Śląskiego Związku Piłki Nożnej. Podczas wyborów samorządowych w 2002 roku został po raz pierwszy wybrany burmistrzem Sławkowa na kadencję 2002-2006. W latach 2006–2010 był radnym powiatu będzińskiego, piastując funkcję wiceprzewodniczącego Komisji Budżetu i Finansów oraz członka Komisji Infrastruktury i Rozwoju Powiatu. Podczas wyborów samorządowych w 2010 roku został ponownie wybrany burmistrzem Sławkowa na kadencję 2010-2014.
Bronisław Goraj odpowiadał sądownie za dwukrotną jazdę pod wpływem alkoholu i kierowanie gróźb karalnych pod adresem mieszkanki Sławkowa oraz funkcjonariuszy policji. W wyborach samorządowych w 2014 roku nie zamierzał starać się o reelekcję i zapowiedział chęć dobrowolnego poddania się karze. Zmarł w październiku 2014 roku.